# Udhra ibn Abd Allah al-Fihri
Udhra ibn Abd Allah al-Fihri (en árabe: عذرة بن عبد الله الفهري; Udra ibn 'Abd Allāh al-Fihrī) fue el octavo valí de al-Ándalus en 726.
Fue nombrado interinamente valí de al-Ándalus por los musulmanes andalusíes tras la muerte en combate de su antecesor, posiblemente en enero de 726. Tras uno o dos meses en el cargo fue sustituido por un gobernador nombrado por el valí de Ifriqiya. Poco más se conoce del desempeño de sus responsabilidades.
Según parece su familia continuó jugando un papel importante, dado que se conoce a un posible descendiente llamado Hisham ibn Udhra al-Fihrí que se sublevó en Toledo en 761.